# Cúllar Vega
Cúllar Vega är en kommun i Spanien.   Den ligger i provinsen Provincia de Granada och regionen Andalusien, i den södra delen av landet, 400 km söder om huvudstaden Madrid. Antalet invånare är 7 104. Arean är 4,4 kvadratkilometer. Cúllar Vega gränsar till Vegas del Genil, Churriana de la Vega och Las Gabias. 
Terrängen i Cúllar Vega är platt.